# Sax (Alicante)
Sax (em castelhano e oficialmente) ou Saix (em valenciano) é um município da Espanha na província de Alicante, Comunidade Valenciana. Tem 63,5 km² de área e em 2021 tinha 9 935 habitantes (densidade: 156,5 hab./km²).

## Demografia
| Variação demográfica do município entre 1991 e 2004 | Variação demográfica do município entre 1991 e 2004 | Variação demográfica do município entre 1991 e 2004 | Variação demográfica do município entre 1991 e 2004 |
| --------------------------------------------------- | --------------------------------------------------- | --------------------------------------------------- | --------------------------------------------------- |
| 1991                                                | 1996                                                | 2001                                                | 2004                                                |
| 8314                                                | 8605                                                | 8734                                                | 9222                                                |